# Пакер, Альберто
Альбе́рто Па́кер (итал. Alberto Pacher; род. 27 августа 1956, Тренто, провинция Тренто, Италия) — итальянский государственный деятель и политик, состоит в Демократической партии. Ранее состоял: до 1991 года в Итальянской коммунистической партии, в 1991—1998 годы в Демократической партии левых сил, в 1998—2007 годы в Левых демократах.
Мэр Тренто в 1999—2008 годах. Вице-президент автономной провинции Тренто в 2012—2013 годах. Президент автономной области Трентино-Альто-Адидже в 2013—2014 годах. Командор ордена «За заслуги перед Итальянской Республикой» с 2002 года. Имеет высшее социологическое и психологическое образование. Женат. Является отцом двоих детей.

## Биография
Родился в Тренто 27 августа 1956 года. Получил высшее социологическое образование со специализацией в психотерапии. Работал в наркологической службе (SERT) и внештатным психологом. Состоит в браке. Жена — Паола Пакер, дети — сыновья Массимо и Андреа. 
С 1990 по 1993 год был советником коммуны Тренто сначала от Итальянской коммунистической партии, затем от Демократической партии левых сил. В 1993 году был назначен советником по социальной политике. В 1995 году стал заместителем мэра. 2 октября 1998 года, после отставки Лоренцо Деллаи, занял должность исполняющего обязанности мэра.
16 мая 1999 года был избран мэром Тренто в первом туре, получив 69,3% голосов. 27 декабря 2002 года президент Карло Чампи наградил его званием кавалера ордена «За заслуги перед Итальянской Республикой».
На муниципальных выборах 8 мая 2005 года был переизбран с 64,3% голосов. На партийных выборах 8 июня 2008 года был избран секретарём Демократической партии Трентино с 69,1% голосов. В начале сентября 2008 года объявил о своей кандидатуре в провинциальный совет на выборах 9 ноября и, следовательно, о своей досрочной отставке с поста мэра. До муниципальных выборов 3 мая 2009 года его обязанности исполнял заместитель мэра Алессандро Андреатта, после избранный мэром Тренто. Набрав 14 810 голосов был назначен вице-президентом провинциального совета и советником по общественным работам, окружающей среде и транспорту.
29 декабря 2012 года Лоренцо Деллаи подал в отставку, чтобы принять участие в выборах 2013 года. Пакер в статусе вице-президента возглавил провинциальный совет, что не привело к его роспуску, так как срок полномочий совета завершался менее, чем через год. 22 января 2013 года областной совет Трентино-Альто-Адидже избрал его президентом области. 
Пакер не захотел баллотироваться на пост президента автономной провинции, несмотря на просьбы, в числе которых были просьбы Алессандро Андреатты, мэра Тренто и Лоренцо Деллаи, его предшественника. 9 ноября 2013 года после провинциальных выборов он передал полномочия Уго Росси, бывшему советнику по вопросам здравоохранения и социальной политики в его кабинете.